# Усть-Каменогорская епархия
Усть-Каменого́рская и Семипала́тинская епа́рхия (каз. Өскемен және Семей епархиясы) — епархия Казахстанского митрополичьего округа Русской Православной Церкви. Объединяет приходы в пределах Восточно-Казахстанской и Абайской областей Казахстана.

## История
С 1911 по 1955 годы существовала епископская кафедра (до 1923 года — викарная) в Семипалатинске. В 1928—1937 годах она именовалась Семипалатинской и Усть-Каменогорской, в 1947—1955 годах Семипалатинской и Павлодарской.
Усть-Каменогорская епархия учреждена 5 октября 2011 года, будучи выделена из состава Павлодарской епархии. Епархиальным архиереем определено быть архиепископу Гавриилу (Стеблюченко).
27 декабря 2011 года решением Священного Синода архиепископ Гавриил почислен на покой, а новым управляющим епархией избран игумен Амфилохий (Бондаренко), клирик Астанайской епархии.

## Благочиннические округа
По состоянию на октябрь 2022 года:
- Усть-Каменогорский
- Семипалатинский

## Епископы
- 5 октября — 27 декабря 2011 — Гавриил (Стеблюченко)
- с 26 февраля 2012 — Амфилохий (Бондаренко)